# Cadre-47/2-Europameisterschaft 1959

Logo CEB (ausrichtender Verband)

Veranstaltungsort: Murcia

Die Cadre-47/2-Europameisterschaft 1959 war das 23. Turnier in dieser Disziplin des Karambolagebillards und fand vom 23. bis zum 26. April 1959 in Murcia statt. Es war die dritte Cadre-47/2-Europameisterschaft in Spanien.

## Geschichte
Der Brüsseler Emile Wafflard verteidigte in Murcia souverän seinen Titel. In keiner Partie kam er in ernsthafte Schwierigkeiten. Auch Platz zwei durch Joseph Vervest war nie gefährdet. Einen sehr guten dritten Platz konnte sich der Deutsche Vizemeister Siegfried Spielmann erspielen.

## Turniermodus
Hier wurde im Round Robin System bis 400 Punkte gespielt. Es wurde mit Nachstoß gespielt. Damit waren Unentschieden möglich.
Bei MP-Gleichstand (außer bei Punktgleichstand beim Sieger) wird in folgender Reihenfolge gewertet:
1. MP = Matchpunkte
2. GD = Generaldurchschnitt
3. HS = Höchstserie

## Abschlusstabelle

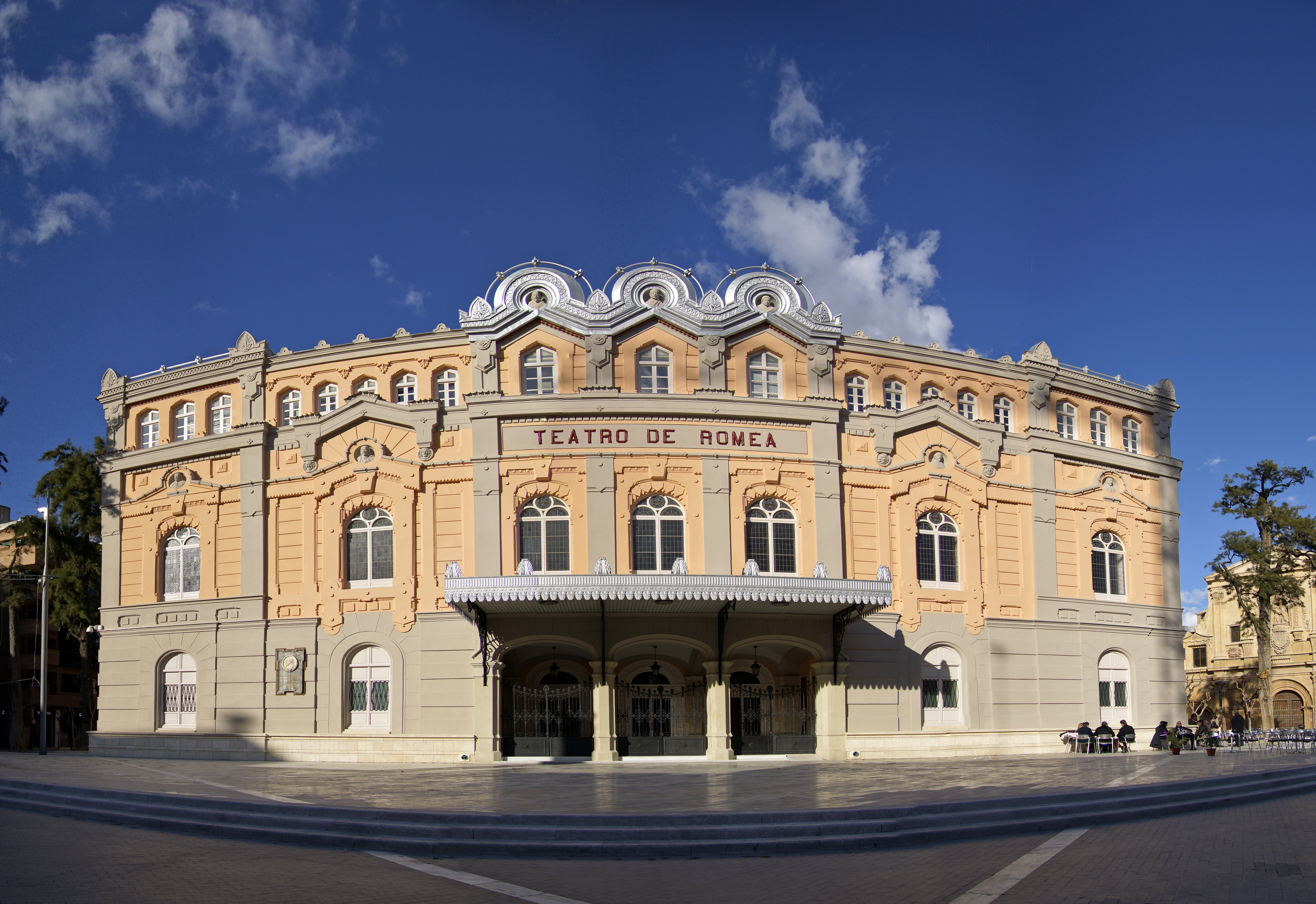
Teatro de Romea

| MP    | Match Points (Sieger = 2; Unentschieden = 1; Verlierer = 0) |
| Pkte. | Erzielte Karambolagen                                       |
| Aufn. | Benötigte Versuche                                          |
| GD    | Generaldurchschnitt                                         |
| BED   | Bester Einzeldurchschnitt eines Spielers                    |
| HS    | Höchstserie                                                 |
|       | Bester GD des Turniers                                      |
|       | Bester ED des Turniers                                      |
|       | Beste HS des Turniers                                       |
|       | 1. Platz (Gold)                                             |
|       | 2. Platz (Silber)                                           |
|       | 3. Platz (Bronze)                                           |

| Platz                      | Name                | MP   | Pkte. | Aufn. | GD    | BED   | HS  |
| -------------------------- | ------------------- | ---- | ----- | ----- | ----- | ----- | --- |
| 1                          | Emile Wafflard      | 14:0 | 2800  | 62    | 45,16 | 80,00 | 209 |
| 2                          | Joseph Vervest      | 12:2 | 2526  | 80    | 31,57 | 57,14 | 219 |
| 3                          | Siegfried Spielmann | 8:6  | 2491  | 86    | 28,96 | 36,36 | 183 |
| 4                          | Piet van de Pol     | 8:6  | 2504  | 90    | 27,82 | 44,44 | 149 |
| 5                          | Joaquín Domingo     | 6:8  | 2114  | 112   | 18,87 | 25,00 | 159 |
| 6                          | Jacques Grivaud     | 6:8  | 1845  | 101   | 18,26 | 57,14 | 153 |
| 7                          | José Gálvez         | 2:12 | 1533  | 127   | 12,07 | 12,12 | 111 |
| 8                          | Marcel Rosselet     | 0:14 | 1633  | 134   | 12,18 | –     | 104 |
| Turnierdurchschnitt: 22,02 |                     |      |       |       |       |       |     |